# Dezvoltare rurală

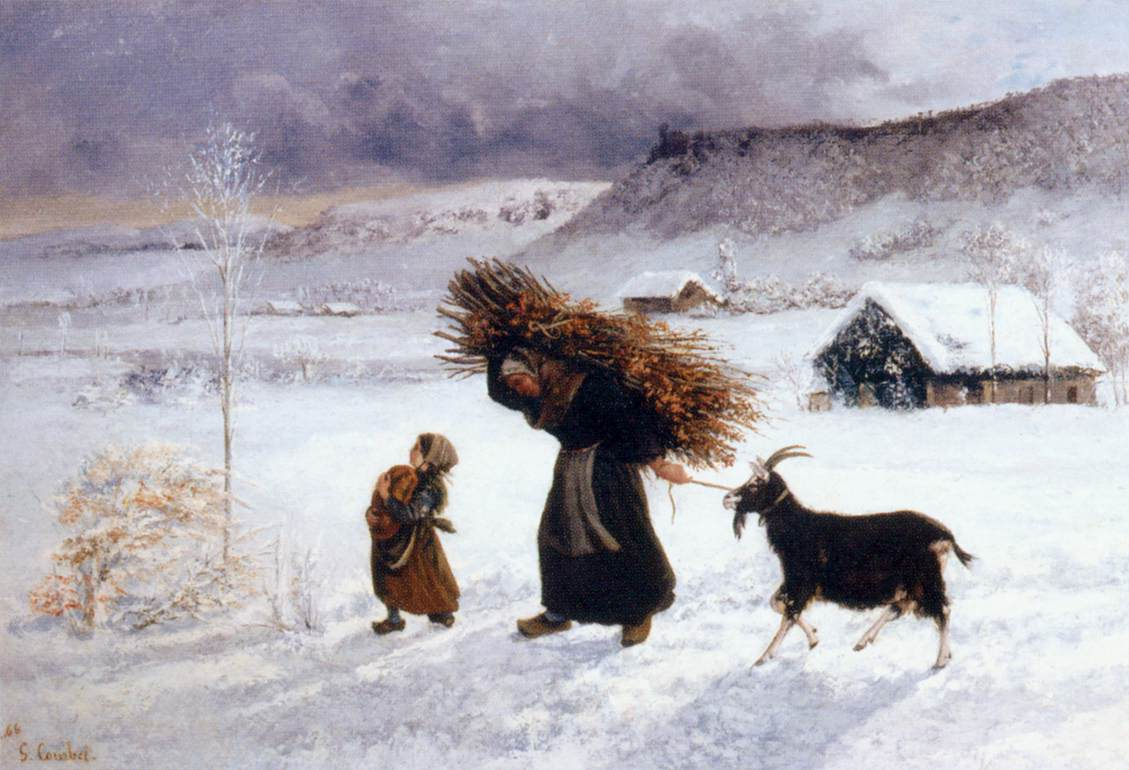
Gustave Courbet, Femeie săracă de la țară

Dezvoltarea rurală este procesul de îmbunătățire a calității vieții și a bunăstării economice a persoanelor care trăiesc în zonele rurale, adesea relativ izolate și slab populate. Regiunile rurale s-au confruntat cu sărăcie rurală, adică un nivel de sărăcie mai ridicat decât în regiunile urbane sau suburbane, cauzat de lipsa accesului la activități economice și de lipsa investițiilor în infrastructuri esențiale, precum educația.

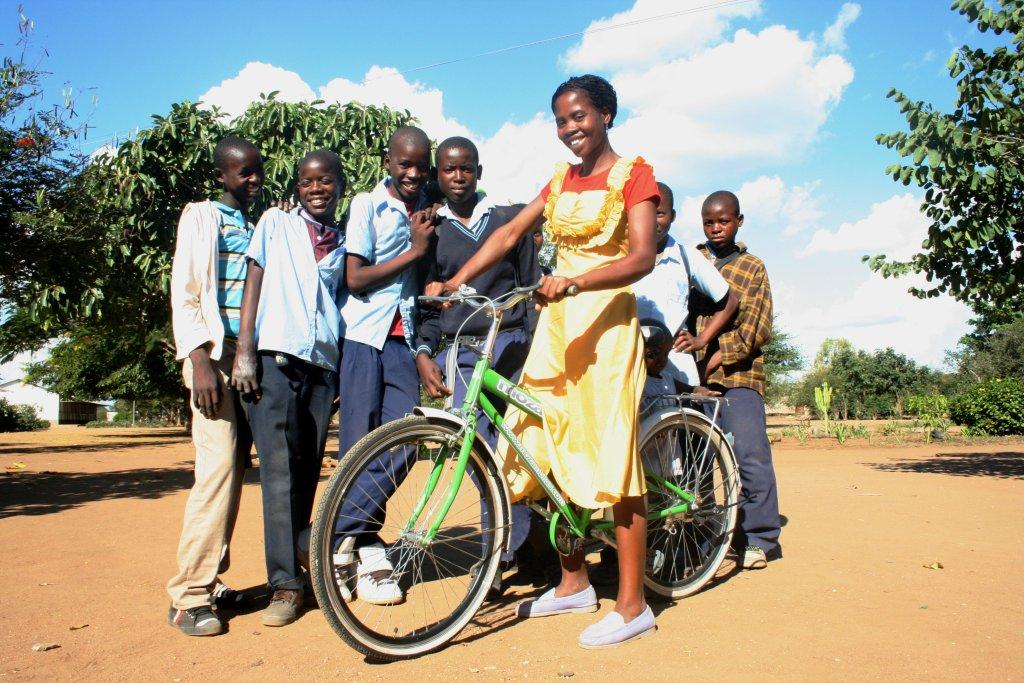
Multe zone rurale din Africa se confruntă cu sărăcie rurală. Această femeie din Mozambic a primit acces la o bicicletă printr-un program de dezvoltare rurală printr-un program de reducere a sărăciei. Transportul accesibil este esențial pentru mobilitatea economică în multe părți ale lumii. De exemplu, distribuirea bicicletelor a fost una dintre strategiile cheie utilizate de China pentru a reduce sărăcia rurală în secolul 20.

Dezvoltarea rurală s-a axat în mod tradițional pe valorificarea resurselor naturale care necesită suprafețe mari de teren, precum agricultura și silvicultura. Totuși, schimbările din rețelele globale de producție și urbanizarea accelerată au modificat caracterul zonelor rurale. Tot mai mult, turismul rural, producătorii de nișă și activitățile recreative au înlocuit extragerea de resurse și agricultura ca motoare economice dominante.

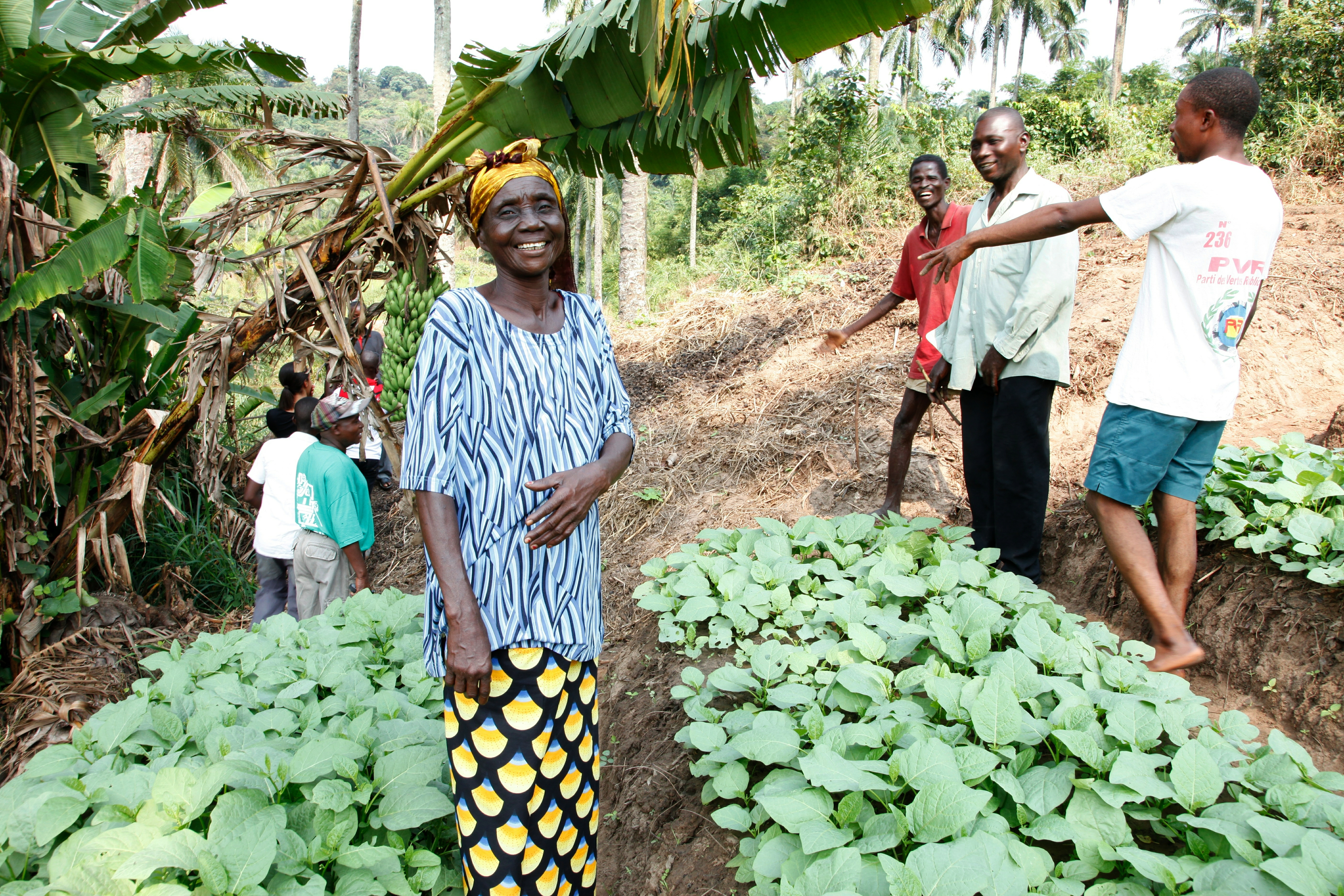
Membrii grupului agricol comunitar în apropierea orașului Masi-Manimba, provincia Bandundu, RDC. De când au fost instruiți despre alimentație și nutriție de către ONG-ul Action Against Hunger, comunitatea s-a organizat în grupuri voluntare și a venit cu ideea unei ferme cooperative. Acum produce suficientă hrană pentru a hrăni cele 35 de familii din comunitate, lăsându-le în același timp suficient pentru a vinde pe piața locală.

Educația, antreprenoriatul, infrastructura fizică și infrastructura socială joacă toate un rol important în dezvoltarea regiunilor rurale. Dezvoltarea rurală se caracterizează și prin accentul pus pe strategii de dezvoltare economică locală. În contrast cu regiunile urbane, care prezintă multe asemănări între ele, zonele rurale sunt foarte diferite una de alta. Din acest motiv, la nivel global există o mare varietate de abordări în dezvoltarea rurală.

## Importanță
Lipsa oportunităților economice și a perspectivelor de viitor duce frecvent la migrarea tinerilor către orașe („exodul rural”). În țările în curs de dezvoltare, această migrație duce deseori la supraaglomerarea mahalalelor urbane, unde condițiile de trai nu sunt semnificativ mai bune.
Având în vedere că aproximativ 80% dintre persoanele înfometate la nivel mondial trăiesc în mediul rural (50% sunt mici fermieri, 22% lucrători agricoli fără pământ, 8% pescari, crescători de animale etc.), combaterea foametei și a sărăciei globale necesită intervenții concentrate asupra dezvoltării rurale. Dezvoltarea rurală este, prin urmare, o prioritate în politica de cooperare internațională și ocupă un loc central în Agenda 21 a Organizației Națiunilor Unite.

## Măsuri de sprijin
Deși importanța dezvoltării rurale este recunoscută pe scară largă, măsurile eficiente de sprijin și direcția dorită a dezvoltării sunt subiecte dezbătute.
Un instrument frecvent folosit este subvenționarea zonelor rurale prin fonduri publice, inclusiv transferuri dinspre orașe. De exemplu, în Elveția, începând cu anii 1920, statul a investit în infrastructură, educație, securitate socială și modernizarea agriculturii în regiunile montane mai sărace. Totuși, în țările în curs de dezvoltare, lipsa resurselor interne face ca aceste măsuri să fie preluate parțial de organizații internaționale de ajutor.
O altă strategie constă în atragerea de investiții prin avantaje fiscale, pentru a face zonele rurale mai atractive economic. 
În special în țările în curs de dezvoltare, reformele agrare sunt promovate pentru a reduce decalajele sociale și economice din mediul rural. În multe cazuri, marii proprietari de terenuri dețin resurse considerabile, în timp ce majoritatea micilor fermieri trăiesc în sărăcie profundă. Reformele funciare, deși necesare, avansează lent și nu garantează singure succesul dezvoltării.

## Programe
- Fondul European Agricol pentru Dezvoltare Rurală (Uniunea Europeană)
- Fondul Internațional pentru Dezvoltare Agricolă (Organizația Națiunilor Unite)
- Programul Național de Dezvoltare Rurală (România)
- Strategia de Revitalizare Rurală (China)
- Agenția Statelor Unite pentru Dezvoltare Internațională (SUA)

## Necesități de bază
Orice demers de dezvoltare rurală trebuie să plece de la realitatea concretă a satului. În multe regiuni, dezvoltarea e blocată nu de lipsa ideilor sau finanțării, ci de absența unor condiții minime de trai și infrastructură.
- Accesul la apă potabilă
- Accesul la electricitate
- Accesul la internet
- Accesul la drumuri și mijloace de transport
- Accesul la sănătate de bază și prim-ajutor
- Accesul la educație funcțională
- Accesul la spații publice comunitare
- Accesul la instrumente și cunoștințe de bază pentru gospodărie